# 高根信号場

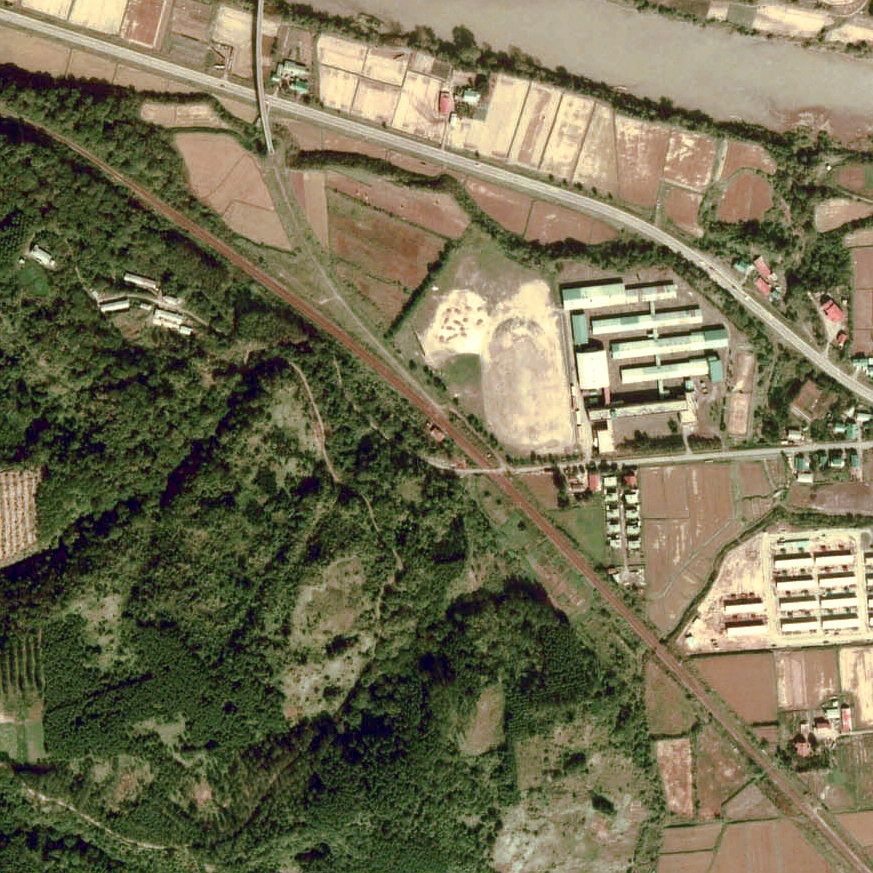
1977年の高根信号場と周囲約1 km範囲。右下が新得方面。上方は空知川を渡る未成線の芦別線。

高根信号場（たかねしんごうじょう）は、北海道芦別市本町にあった日本国有鉄道根室本線の信号場（廃駅）である。事務管理コードは▲130413。

## 歴史
- 1962年（昭和37年）10月1日：新設[1]。
- 1982年（昭和57年）10月26日：廃止。

## 構造
単線区間列車行き違い形の信号場である。増大する長大な石炭貨物列車を捌くために、幌岡信号場と同じ日に開設された。同様に有効長が750 m以上ある少しカーブした2線を有していた。
また、未成線の芦別線がここから分岐する予定であったが、工事途中で凍結された。

## 駅周辺
芦別市の北郊外に位置し、高根炭鉱を擁した同市高根町とは山一つ隔てた裾にある。東側に芦別工業高等学校（廃校）があった。

## 隣の駅
日本国有鉄道
根室本線
平岸駅 - 高根信号場 - 芦別駅